# Dongfeng Rich II
Le Dongfeng Rich II est un pick-up compact à double cabine du constructeur automobile chinois DongFeng produite depuis 2014 conçu à l'occasion d'un partenariat avec Nissan.
Peugeot présente une version rebadgée le 20 mai 2017, le Peugeot Pick Up qui est commercialisé à partir de septembre de la même année au Maghreb et dans l'ouest de l'Afrique subsaharienne. 

## Peugeot Pick Up
Succédant à la 504 pick-up, vendue jusqu'en 2005 au Nigeria, le Peugeot Pick Up doit permettre à Peugeot de se relancer sur le segment des pick-up, essentiel dans les pays émergents. Il représente en effet près de 10 % des ventes en Afrique. Pour cela, Peugeot dit avoir construit ce véhicule avec comme mots d'ordre « fiabilité et facilité d'usage ».
Ce pick-up est quasi identique à celui produit et commercialisé par le constructeur chinois DongFeng sous le nom ZNA Rich. En effet, le Groupe PSA et DongFeng sont partenaires, et Peugeot a donc pu rebadger le pick-up chinois pour le vendre en Afrique. Les seules différences viennent de la calandre inspirée du nouveau Peugeot 5008 II et de l'arrière de la benne, où le nom « Peugeot » est embouti dans le métal (comme sur les anciens modèles tout-terrain de la marque au lion). Ce pick-up sera garantie 5 ans par le constructeur sochalien.
L'origine du véhicule est ancienne. La base est un Nissan NP300 de 1997. Il est ensuite repris par DongFeng en 2006 et rallongé de 12 cm. Enfin, Peugeot le reprend en 2017 pour le vendre en Afrique après un simple rebadgeage. Le véhicule est, dans un premier temps, produit en Chine. Dès 2018, il est assemblé en Tunisie, pour une production prévue de 1 500 à 4 000 exemplaires par an. La production s'effectuera ensuite dans sa totalité en Tunisie. Les tarifs pratiqués débuteront à 18 500 € et culminent à 23 400 €.
900 exemplaires ont été fabriqués en Tunisie en 2018.
Peugeot le remplace début 2021 par le Peugeot Landtrek, assemblé dans la même usine de montage de la STAFIM, le partenaire tunisien de Peugeot.

### Motorisations
À son lancement, le Peugeot Pick Up est équipé d'un moteur diesel 2.5 turbo à injection par rampe commune, développant 115 ch et 280 N m de couple. Ce bloc, nommé ZD25, est d'origine Nissan. Il s'agit d'un moteur pouvant accepter des carburants de basse qualité, contenu dans un réservoir de 60 l. Il respecte les normes anti-pollution Euro IV, alors que l'Europe exige des normes Euro VI pour la vente de véhicules neufs.

### Versions
Ce véhicule n'est disponible à son lancement qu'en version 5 places (aussi appelée double cabine) alors qu'une version simple cabine existe pour son cousin chinois. La version à transmission intégrale enclenchable se différencie quant à elle de la version propulsion par un arceau placé dans la benne, des marchepieds, des barres de toit et par des dimensions légèrement supérieures. Il y a donc une boite de transfert sur la version à quatre roues motrices. Les deux versions possèdent une garde au sol de 21 cm.

### Benne
La charge utile du Peugeot Pick Up est de 815 kg. Sa benne a pour dimensions 1,40 × 1,39 m.